# 柴田勳
柴田勲（1944年2月8日—），日本棒球選手，出生於神奈川県横浜市，曾經效力於日本職棒讀賣巨人等隊伍，於1981年退休，生涯通算194支全壘打。